# Aleksandr Kudriawcew
Aleksandr Wasiljewicz Kudriawcew (ros. Александр Васильевич Кудрявцев, ur. 1906 we wsi Poskoń w guberni kałuskiej, zm. 1970) – radziecki polityk, I sekretarz Kabardyno-Bałkarskiego Komitetu Obwodowego WKP(b) (1938-1939), I sekretarz Buriacko-Mongolskiego Komitetu Obwodowego WKP(b) (1943-1951).
Od 1924 w rejonowym komitecie Komsomołu, potem w gubernialnym komitecie Komsomołu w Tomsku i Zachodniosyberyjskim Krajowym Komitecie Komsomołu. Od 1928 studiował w Akademii Wychowania Komunistycznego im. Nadieżdy Krupskiej, od 1930 w WKP(b), 1933-1934 w Armii Czerwonej, potem w Anżero-Sundżeńskim Komitecie Miejskim WKP(b) (Zachodnia Syberia), następnie w KC WKP(b), 1936-1938 studiował w Instytucie Czerwonej Profesury. Od 13 listopada 1938 do grudnia 1939 I sekretarz Kabardyno-Bałkarskiego Komitetu Obwodowego WKP(b), od 21 marca 1939 do 5 października 1952 członek Centralnej Komisji Rewizyjnej WKP(b), 1939-1942 II sekretarz KC Komunistycznej Partii Uzbekistanu i członek Biura Politycznego KC KPU. Od 1942 do marca 1943 szef Wydziału Politycznego Ludowego Komisariatu Rolnictwa ZSRR i zastępca ludowego komisarza rolnictwa ZSRR, od 7 marca 1943 do 16 marca 1951 I sekretarz Buriacko-Mongolskiego Komitetu Obwodowego WKP(b). Od 1951 sekretarz, potem II sekretarz Komitetu Obwodowego WKP(b)/KPZR w Astrachaniu. 3 lipca 1948 odznaczony Orderem Lenina.